# Alchemilla bandericensis
Alchemilla bandericensis es una especie de planta del género Alchemilla, perteneciente a la familia Rosaceae.

## Taxonomía
Alchemilla bandericensis fue descrita por Pawl. en 1953.

## Distribución
Se encuentra en el territorio de Bulgaria y en el noroeste de la península balcánica.